# ابهی‌نگار اپازیلا

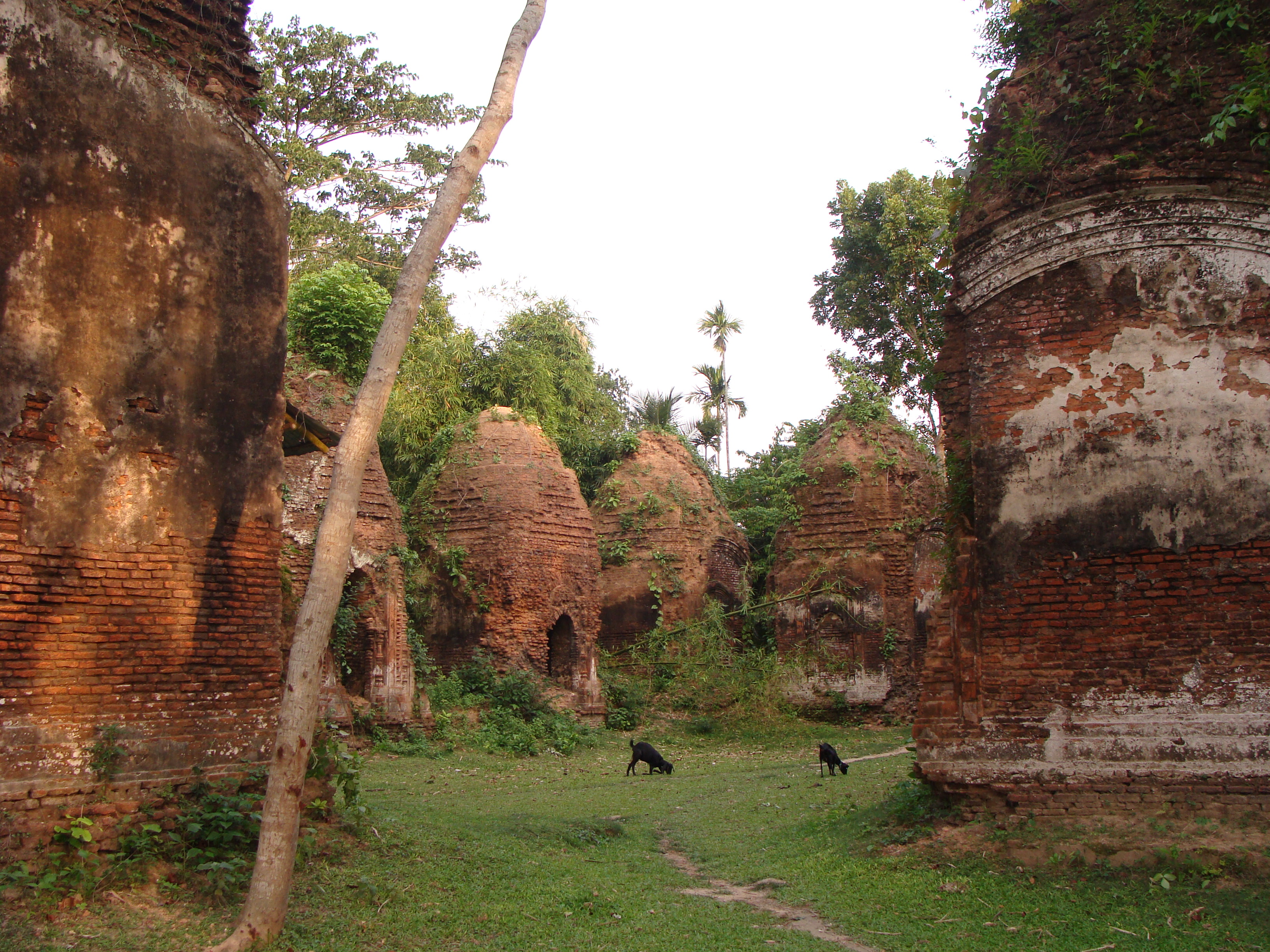
تصاویری از طبیعت اپازیلا

ابهی‌نگار اپازیلا (به لاتین: Abhaynagar Upazila) یک سکونتگاه مسکونی در بنگلادش با جمعیت ۲۶۲٬۴۳۴ نفر است که در ناحیه جسور واقع شده‌است.